# Автошлях Р 72
Автошля́х Р 72 — автомобільний шлях територіального значення в Одеській області. Проходить територією Білгород-Дністровського району через Білгород-Дністровський — Старокозаче (пункт контролю). Загальна довжина — 32,4 км.
Дана нумерація набула чинності з 1 січня 2013 року (попереднє найменування автошляху — Т 1626).

## Маршрут
Автошлях проходить через такі населені пункти:
| Автошлях Р 72                |        |
| Одеська область              |        |
| Білгород-Дністровський район |        |
| Білгород-Дністровський       | Н33    |
| Випасне                      |        |
| Молога                       |        |
| Садове                       |        |
| Південне                     |        |
| Семенівка                    |        |
|                              | E87М15 |
| Старокозаче (пункт контролю) |        |